# FC Zbrojovka Brno 2012/2013
Článek FC Zbrojovka Brno 2012/2013 se podrobně zabývá sestavou a zápasy týmu FC Zbrojovka Brno v sezoně 2012–2013. V této sezoně FC Zbrojovka Brno neobhajovala žádnou trofej z předchozí sezony 2011/12, ve které skončila ve 2. lize na 4. místě. V této sezoně Zbrojovka nenastupovala v Evropských pohárech. Oproti předchozím sezonám Zbrojovka neměla rezervní tým, nýbrž juniorský tým, který nastupoval v nově vzniknuvší lize juniorů.

## Sada dresů
- Výrobce: Umbro
- Hlavní sponzor: E-MOTION

## Soupiska
| #  | Pozice | Hráč           |
| -- | ------ | -------------- |
| 1  | B      | Martin Doležal |
| 17 | B      | Václav Hladký  |
| 20 | B      | Radek Petr     |
| 5  | O      | Jakub Brabec   |
| 2  | O      | Miroslav Král  |
| 30 | O      | Martin Husár   |
| 3  | O      | David Pašek    |
| 4  | O      | Luděk Pernica  |
| 16 | O      | Petr Buchta    |
| 22 | O      | Josip Šoljić   |
| 24 | O      | Alois Hyčka    |
| 6  | O      | Muamer Avdić   |
| 7  | Z      | Pavel Zavadil  |
| 8  | Z      | Petr Glaser    |
| 11 | Z      | Lamine Fall    |

| #  | Pozice | Hráč              |
| -- | ------ | ----------------- |
| 13 | Z      | Martin Sus        |
| 15 | Z      | Lukáš Michna      |
| 29 | Z      | Milan Lutonský    |
| 10 | Z      | Pavel Mezlík      |
| 23 | Z      | Stanislav Vávra   |
| 21 | Z      | Daniel Přerovský  |
| 25 | Z      | Tomáš Frejlach    |
| 9  | Ú      | Petr Švancara (C) |
| 12 | Ú      | Miroslav Marković |
| 14 | Ú      | Milan Halaška     |
| 27 | Ú      | Michal Škoda      |
| 18 | Ú      | Jindřich Stehlík  |
| 24 | Ú      | Tomáš Kunc        |
| 28 | Ú      | Mohamed Traoré    |
| 29 | Ú      | Karel Kroupa      |

### Změny v kádru v letním přestupovém období 2012
| Číslo | Pozice | Nár.      | Hráč           | Věk | Odkud přišel       | Do roku | Typ             | Cena   |
| ----- | ------ | --------- | -------------- | --- | ------------------ | ------- | --------------- | ------ |
| 8     | Z      | Česko     | Petr Glaser    | 23  | AC Sparta Praha    | 2015    | přestup         | zdarma |
| 14    | Ú      | Česko     | Milan Halaška  | 24  | SFC Opava          | 2015    | přestup         | —      |
| 7     | Z      | Česko     | Pavel Zavadil  | 34  | Mjällby AIF        | 2013+   | přestup         | zdarma |
| 20    | B      | Česko     | Radek Petr     | 25  | PFC Razgrad        | 2015    | přestup         | —      |
| 24    | O      | Česko     | Alois Hyčka    | 21  | FK Ústí nad Labem  | 2013+   | přestup         | zdarma |
| 30    | O      | Slovensko | Martin Husár   | 27  | FC Zlaté Moravce   | 2013+   | přestup         | zdarma |
|       | Ú      | Česko     | Michal Škoda   | 24  | FK Bohemians Praha | 2016    | přestup         | —      |
| 25    | O      | Česko     | Josef Kaufman  | 28  | SK Slavia Praha    | 2013+   | hostování       | -      |
| 12    | Ú      | Česko     | Milan Jurdík   | 20  | AC Sparta Praha    | 2013+   | hostování       | -      |
| 29    | Ú      | Česko     | Petr Nekuda    | 22  | SK Sigma Olomouc   | 2013+   | hostování       | -      |
| 5     | O      | Česko     | Jakub Brabec   | 20  | AC Sparta Praha    | 2013    | hostování       | -      |
|       | Z      | Slovensko | Marek Střeštík | 25  | Győri ETO FC       |         | konec hostování | -      |
|       | O      | Česko     | Josef Dvorník  | 34  | FK Baník Sokolov   |         | konec hostování | -      |

Poznámky:   —   = nezveřejněno (dohoda mezi kluby),   †   = odhadovaná cena,   +   = opce na prodloužení smlouvy
| Číslo | Pozice | Nár.      | Hráč               | Věk | Kam odešel          | Typ             | Cena   |
| ----- | ------ | --------- | ------------------ | --- | ------------------- | --------------- | ------ |
| 29    | O      | Česko     | Martin Kasálek     | 31  | TJ Svitavy          | konec smlouvy   | zdarma |
| 27    | Z      | Česko     | Jaroslav Borák     | 22  | SV Leobendorf       | konec smlouvy   | zdarma |
| 21    | Z      | Česko     | Václav Koloušek    | 36  | FC Vysočina Jihlava | konec smlouvy   | zdarma |
|       | Ú      | Slovensko | Marek Střeštík     | 25  | Győri ETO FC        | konec smlouvy   | zdarma |
|       | O      | Česko     | Josef Dvorník      | 34  | FK Baník Sokolov    | konec smlouvy   | zdarma |
| 18    | O      | Česko     | Radek Buchta       | 23  | 1. SC Znojmo        | hostování       | -      |
| 28    | Ú      | Česko     | Rostislav Šamánek  | 23  | 1. FC Karlovy Vary  | hostování       | -      |
|       | O      | Česko     | Jiří Huška         | 24  | 1. FC Karlovy Vary  | hostování       | -      |
| 30    | O      | Česko     | Zdeněk Polák       | 26  | 1. HFK Olomouc      | konec hostování | -      |
| 7     | Z      | Česko     | Jan Hromek         | 23  | SK HS Kroměříž      | konec hostování | -      |
| 8     | Z      | Česko     | Michal Sedláček    | 23  | FK Mladá Boleslav   | konec hostování | -      |
| 12    | O      | Česko     | Petr Šíma          | 29  | SK České Budějovice | konec hostování | -      |
| 27    | Ú      | Kamerun   | Dani Chigou        | 29  | FK Dukla Praha      | konec hostování | -      |
| 5     | Z      | Česko     | Dominik Simerský   | 19  | FK Baumit Jablonec  | konec hostování | -      |
| 25    | Ú      | Česko     | Martin Doležal II. | 22  | SK Sigma Olomouc    | konec hostování | -      |

| Pozice | Nár.  | Hráč         | Věk | Odkud přišel | Typ       | Kam odešel        | Zdroj |
| ------ | ----- | ------------ | --- | ------------ | --------- | ----------------- | ----- |
| Z      | Česko | Lukáš Křeček | 26  | SFC Opava    | hostování | FC Graffin Vlašim | -     |

### Změny v kádru v zimním přestupovém období 2013
| Číslo | Pozice | Nár.                | Hráč              | Věk | Odkud přišel       | Do roku | Typ             | Cena   |
| ----- | ------ | ------------------- | ----------------- | --- | ------------------ | ------- | --------------- | ------ |
| 25    | Z      | Česko               | Tomáš Frejlach    | 27  | SK Slavia Praha    | 2013+   | hostování       | -      |
| 6     | O      | Bosna a Hercegovina | Muamer Avdić      | 20  | 1. SC Znojmo       | 2016    | přestup         | —      |
| 12    | Ú      | Srbsko              | Miroslav Marković | 23  | FK Dukla Praha     | 2015    | přestup         | —      |
| 29    | Ú      | Česko               | Karel Kroupa      | 32  | FC Nitra           | 2014    | přestup         | zdarma |
| 11    | O      | Česko               | Radek Buchta      | 23  | 1. SC Znojmo       |         | konec hostování | -      |
|       | O      | Česko               | Jiří Huška        | 24  | 1. FC Karlovy Vary |         | konec hostování | -      |
| 28    | Ú      | Česko               | Rostislav Šamánek | 23  | 1. FC Karlovy Vary |         | konec hostování | -      |

Poznámky:   —   = nezveřejněno (dohoda mezi kluby),   †   = odhadovaná cena,   +   = opce na prodloužení smlouvy
| Číslo | Pozice | Nár.      | Hráč              | Věk | Kam odešel       | Typ             | Cena   |
| ----- | ------ | --------- | ----------------- | --- | ---------------- | --------------- | ------ |
| 25    | O      | Česko     | Josef Kaufman     | 28  | SK Slavia Praha  | konec hostování | -      |
| 29    | Ú      | Česko     | Petr Nekuda       | 22  | SK Sigma Olomouc | konec hostování | -      |
| 12    | Ú      | Slovensko | Milan Jurdík      | 21  | AC Sparta Praha  | konec hostování | -      |
| 11    | O      | Česko     | Radek Buchta      | 23  | 1. SC Znojmo     | přestup         | zdarma |
| 28    | Ú      | Česko     | Rostislav Šamánek | 23  | FK Baník Sokolov | přestup         | zdarma |

### Juniorský tým
| #  | Pozice | Hráč             |
| -- | ------ | ---------------- |
| 20 | B      | Vlastimil Veselý |
|    | B      | Jan Zádrapa      |
|    | O      | Pavel Drbal      |
|    | O      | Jiří Janoščin    |
|    | O      | Michael Kršák    |
| 19 | O      | Jan Malík        |
|    | O      | Lukáš Matyska    |
|    | O      | Tadeáš Zezula    |
|    | Z      | Dalibor Dvořák   |
|    | Z      | David Farmačka   |
| 5  | Z      | Denis Frimmel    |
| 21 | Z      | David Jukl       |

| #  | Pozice | Hráč             |
| -- | ------ | ---------------- |
|    | Z      | David Konečný    |
|    | Z      | Michal Kugler    |
| 6  | Z      | Bronislav Stáňa  |
|    | Z      | Rostislav Varaďa |
| 24 | Ú      | Tomáš Kunc       |
|    | Ú      | Pavel Lapeš      |
| 11 | Ú      | Martin Levai     |
|    | Ú      | Jindřich Stehlík |
| 12 | Ú      | Karel Stehlík    |
|    | Ú      | Jakub Štourač    |
| 9  | Ú      | Ondřej Ullmann   |
|    | Ú      | Mohamed Traoré   |

## Hráčské statistiky

### Střelecká listina
| Poz. | Nár.    | Hráč             | Góly | Gamb. liga | Pohár Č.P. |
| ---- | ------- | ---------------- | ---- | ---------- | ---------- |
| Ú    | Česko   | Petr Švancara    | 6    | 6          | 0          |
| Ú    | Česko   | Milan Halaška    | 3    | 2          | 1          |
| O    | Česko   | Luděk Pernica    | 3    | 3          | 0          |
| Z    | Česko   | Pavel Mezlík     | 3    | 3          | 0          |
| Z    | Česko   | Pavel Zavadil    | 3    | 3          | 0          |
| Ú    | Česko   | Michal Škoda     | 3    | 3          | 0          |
| Z    | Česko   | Milan Lutonský   | 2    | 2          | 0          |
| Z    | Česko   | Petr Glaser      | 2    | 2          | 0          |
| Z    | Senegal | Lamine Fall      | 1    | 1          | 0          |
| Z    | Česko   | Daniel Přerovský | 1    | 1          | 0          |
|      |         | soupeřův vlastní | 1    | 1          | 0          |
|      |         | Celkem           | 28   | 27         | 1          |

Poslední úprava: 30. dubna 2013 (po 25. kole).

## Zápasy v sezoně 2012/13

### Letní přípravné zápasy
| Datum      | – | Soupeř                | Místo                            | Výsledek | Střelci Zbrojovky                |
| ---------- | - | --------------------- | -------------------------------- | -------- | -------------------------------- |
| 30/06/2012 |   | 1. SC Znojmo          | Ivančice                         | 1-0      | 74' Michna                       |
| 03/07/2012 |   | FC ViOn Zlaté Moravce | Nová Baňa, Slovensko             | 0-1      |                                  |
| 07/07/2012 |   | SK Sigma Olomouc      | Slatinice                        | 1-1      | 90' Král                         |
| 11/07/2012 |   | FC Baník Ostrava      | Lanžhot                          | 2-2      | 25' Halaška 74' Nekuda           |
| 14/07/2012 |   | FC Hradec Králové     | Moravská Třebová                 | 1-1      | 16' (pen) Švancara               |
| 17/07/2012 |   | FK Slavija Sarajevo   | Ternitz, Rakousko                | 0-0      |                                  |
| 18/07/2012 |   | Kaposvári Rákóczi FC  | Gerersdorf, Rakousko             | 3-0      | 5' Šoljić 39' Halaška 61' Glaser |
| 21/07/2012 |   | OFK Bělehrad          | Gerersdorf, Rakousko             | 1-0      | 33' Zavadil                      |
| 09/09/2012 |   | Izrael U21            | Kapfenberg, Rakousko             | 0-3      |                                  |
| 12/10/2012 |   | MFK Ružomberok        | Trenčianske Stankovce, Slovensko | 3-2      | 25' Halaška 28' Glaser 79' Husár |

### Zimní přípravné zápasy
| Datum      | – | Soupeř              | Místo             | Výsledek | Střelci Zbrojovky                        |
| ---------- | - | ------------------- | ----------------- | -------- | ---------------------------------------- |
| 09/01/2013 |   | FC Vysočina Jihlava | Brno              | 0-4      |                                          |
| 13/01/2013 |   | FC Fastav Zlín      | Brno              | 2-0      | 34', 63' Mezlík                          |
| 16/01/2013 |   | 1. SC Znojmo        | Brno              | 0-0      |                                          |
| 19/01/2013 |   | 1. FC Slovácko      | Brno              | 2-0      | 62' P. Buchta 85' Přerovský              |
| 22/01/2013 |   | AS Trenčín          | Brno              | 1-1      | 22' (pen) Mezlík                         |
| 22/01/2013 |   | AS Trenčín          | Brno              | 3-3      | 8' Škoda 12' Halaška 90' (+2) Pašek      |
| 26/01/2013 |   | FC Baník Ostrava    | Brno              | 1-3      | 60' (pen) Švancara                       |
| 01/02/2013 |   | Daegu FC            | Belek, Turecko    | 3-3      | 31' (pen) Švancara 65' Mezlík 87' Traoré |
| 05/02/2013 |   | FK Aktobe           | Belek, Turecko    | 1-1      | 38' Zavadil                              |
| 08/02/2013 |   | Diósgyőri VTK       | Belek, Turecko    | 2-1      | 45' Švancara 80' Glaser                  |
| 16/02/2013 |   | WKS Śląsk Wrocław   | Vratislav, Polsko | 1-2      | 26' (pen) Švancara                       |

### Souhrn působení v soutěžích
| Soutěž            | Fáze startu | Momentální pozice/ kolo | Konečná pozice/ kolo | První zápas       | Poslední zápas |
| ----------------- | ----------- | ----------------------- | -------------------- | ----------------- | -------------- |
| Gambrinus liga    | —           | 10. místo               | —                    | 28. července 2012 | 1. června 2013 |
| Pohár České pošty | 2. kolo     | —                       | 2. kolo              | 5. září 2012      | 5. září 2012   |

Poslední úprava: 30. dubna 2013 (po 25. kole).

### Gambrinus liga
Hlavní článek: Gambrinus liga 2012/13

#### Ligová tabulka
| Poř. | Tým                 | Z  | V | R  | P  | VG | OG | B  |
| ---- | ------------------- | -- | - | -- | -- | -- | -- | -- |
| 8.   | SK Slavia Praha     | 25 | 7 | 9  | 9  | 28 | 29 | 30 |
| 9.   | FC Vysočina Jihlava | 25 | 6 | 12 | 7  | 29 | 36 | 30 |
| 10.  | FC Zbrojovka Brno   | 25 | 8 | 4  | 13 | 27 | 42 | 28 |
| 11.  | 1. FC Slovácko      | 25 | 7 | 6  | 12 | 28 | 34 | 27 |
| 12.  | 1. FK Příbram       | 25 | 6 | 9  | 10 | 24 | 34 | 27 |

Poslední úprava: 30. dubna 2012 (po 25. kole).

Vysvětlivky: Z = Zápasy; V = Výhry; R = Remízy; P = Prohry; VG = Vstřelené góly; OG = Obdržené góly; B = Body.
| Celkem | Celkem | Celkem | Celkem | Celkem | Celkem | Celkem | Celkem | Doma | Doma | Doma | Doma | Doma | Doma | Venku | Venku | Venku | Venku | Venku | Venku |
| Z      | V      | R      | P      | VG     | OG     | GR     | Body   | V    | R    | P    | VG   | OG   | Body | V     | R     | P     | VG    | OG    | Body  |
| ------ | ------ | ------ | ------ | ------ | ------ | ------ | ------ | ---- | ---- | ---- | ---- | ---- | ---- | ----- | ----- | ----- | ----- | ----- | ----- |
| 25     | 8      | 4      | 13     | 27     | 42     | -15    | 28     | 6    | 1    | 5    | 20   | 19   | 19   | 2     | 3     | 8     | 7     | 23    | 9     |

Poslední úprava: 30. dubna 2013 (po 25. kole).

#### Kolo po kole
| Kolo     | 1 | 2 | 3 | 4 | 5 | 6 | 7 | 8 | 9 | 10 | 11 | 12 | 13 | 14 | 15 | 16 | 17 | 18 | 19 | 20 | 21 | 22 | 23 | 24 | 25 | 26 | 27 | 28 | 29 | 30 |
| -------- | - | - | - | - | - | - | - | - | - | -- | -- | -- | -- | -- | -- | -- | -- | -- | -- | -- | -- | -- | -- | -- | -- | -- | -- | -- | -- | -- |
| Hřiště   | V | D | V | D | V | D | V | D | V | D  | V  | V  | D  | V  | D  | V  | D  | V  | D  | V  | D  | V  | D  | V  | D  | D  | V  | D  | V  | D  |
| Výsledek | V | R | V | P | P | V | P | V | R | V  | R  | P  | P  | P  | V  | P  | P  | P  | P  | R  | P  | P  | V  | P  | V  |    |    |    |    |    |
| Pozice   | 6 | 6 | 3 | 6 | 6 | 5 | 9 | 5 | 7 | 5  | 5  | 6  | 7  | 10 | 6  | 7  | 8  | 10 | 12 | 11 | 12 | 13 | 10 | 11 | 10 |    |    |    |    |    |

Poslední úprava: 30. dubna 2013 (po 25. kole).

Hřiště: D = Domácí; V = Venkovní. Výsledek: V = Výhra; P = Prohra; R = Remíza

#### Podzimní část
| 1. kolo 28. července 2012 | 1. FC Slovácko | 0 – 1 | FC Zbrojovka Brno | Městský stadion, Uherské Hradiště |  |
| 19.00 CET |                |       | 5' Luděk Pernica  | Diváci: 6.152 Rozhodčí: Jech      |  |
| Poznámky: Sestava: Doležal - Pašek, Kaufman, Pernica, Husár - Mezlík, Šoljić, Zavadil, Lutonský (87. Halaška) - Švancara (90. P. Buchta), Jurdík (59. Fall) |                |       |                   |                                   |  |

| 2. kolo 5. srpna 2012 | FC Zbrojovka Brno | 1 – 1 | FK Teplice            | Srbská, Brno                       |  |
| 17.00 CET | Milan Halaška 67' |       | 45' (vl.) David Pašek | Diváci: 5.760 Rozhodčí: L. Kovařík |  |
| Poznámky: Sestava: Doležal - Pašek, Kaufman, Pernica, Husár (88. Nekuda) - Mezlík, Šoljić, Zavadil, Lutonský (78. Fall) - Švancara, Jurdík (60. Halaška) |                   |       |                       |                                    |  |

| 3. kolo 12. srpna 2012 | FC Viktoria Plzeň                          | 2 – 3 | FC Zbrojovka Brno                                    | Stadion města Plzně, Plzeň        |  |
| 17.00 CET Nova Sport | Václav Procházka 9' František Rajtoral 50' |       | 19' Luděk Pernica 73' Pavel Mezlík 75' Milan Halaška | Diváci: 10.513 Rozhodčí: J. Jílek |  |
| Poznámky: Sestava: Doležal - Pašek, Kaufman, Pernica, Husár - Mezlík, Šoljić, Zavadil, Fall (60. Halaška), Lutonský (64. P. Buchta) - Švancara (85. Jurdík) |                                            |       |                                                      |                                   |  |

| 4. kolo 19. srpna 2012 | FC Zbrojovka Brno | 1 – 4 | FK Baumit Jablonec                                                      | Srbská, Brno                         |  |
| 17.00 CET | Lamine Fall 70'   |       | 33' Pavel Eliáš 56' Ondřej Vaněk 81' (pen) David Lafata 84' Tomáš Čížek | Diváci: 6.572 Rozhodčí: P. Ardeleánu |  |
| Poznámky: Sestava: Doležal - Pašek, Kaufman, Pernica, Husár (84. Nekuda) - Mezlík, Šoljić (46. Fall), Zavadil, Lutonský (61. Jurdík) - Švancara, Halaška |                   |       |                                                                         |                                      |  |

| 5. kolo 23. srpna 2012 | SK Slavia Praha                                                              | 5 – 0 | FC Zbrojovka Brno | Eden Aréna, Praha               |  |
| 17.30 CET | Karol Kisel 19', 90' (+3) Milan Škoda 9' Jaromír Zmrhal 69' Martin Latka 89' |       |                   | Diváci: 6.163 Rozhodčí: Zelinka |  |
| Poznámky: Sestava: Doležal - Pašek (46. Hyčka), P. Buchta, Pernica, Husár - Mezlík, Zavadil (80. Fall), Křeček, Lutonský (70. Halaška) - Švancara, Jurdík |                                                                              |       |                   |                                 |  |

| 6. kolo 1. září 2012 | FC Zbrojovka Brno                      | 3 – 1 | SK České Budějovice | Srbská, Brno                     |  |
| 15.15 CET ČT4 | Petr Švancara 48', 65' Petr Glaser 72' |       | 14' Sandro          | Diváci: 2.222 Rozhodčí: Kocourek |  |
| Poznámky: Sestava: Petr - Hyčka, Pernica, Kaufman (36. Sus), Husár - Mezlík, Zavadil, Šoljić, Lutonský - Jurdík (53. Glaser), Švancara (80. Fall) |                                        |       |                     |                                  |  |

| 7. kolo 16. září 2012 | FC Hradec Králové                | 2 – 0 | FC Zbrojovka Brno | Všesportovní stadion, Hradec Králové |  |
| 17.00 CET | Dušan Uškovič 22' Jan Šisler 31' |       |                   | Diváci: 4.102 Rozhodčí: L. Kovařík   |  |
| Poznámky: Sestava: Petr - Pernica, Brabec, Šoljić, Husár - Zavadil, Glaser (57. Přerovský), Sus (72. Fall), Lutonský (75. Jurdík), Mezlík - Švancara |                                  |       |                   |                                      |  |

| 8. kolo 23. září 2012 | FC Zbrojovka Brno                                             | 5 – 1 | FC Vysočina Jihlava | Srbská, Brno                      |  |
| 16.00 CET | Petr Švancara 8', 55' Michal Škoda 14', 59' Luděk Pernica 87' |       | 53' Stanislav Tecl  | Diváci: 5.502 Rozhodčí: P. Franěk |  |
| Poznámky: Sestava: Petr - Král, Brabec, Pernica, Husár - Mezlík (87. Sus), Zavadil, Šoljić, Lutonský - Škoda (78. Glaser), Švancara (85. Halaška) |                                                               |       |                     |                                   |  |

| 9. kolo 28. září 2012 | SK Sigma Olomouc | 1 – 1 | FC Zbrojovka Brno | Andrův stadion, Olomouc           |  |
| 20.15 CET Fanda TV | Pavel Dreksa 29' |       | 23' Petr Švancara | Diváci: 7.490 Rozhodčí: Ardeleánu |  |
| Poznámky: Sestava: Petr - Král, Brabec, Pernica, Husár - Mezlík, Zavadil, Šoljić, Lutonský (86. Glaser) - Škoda, Švancara (45. Fall, 89. Sus) |                  |       |                   |                                   |  |

| 10. kolo 7. října 2012 | FC Zbrojovka Brno                      | 2 – 1 | FC Slovan Liberec  | Srbská, Brno                     |  |
| 16.00 CET | Pavel Zavadil 56' Daniel Přerovský 90' |       | 77' Miloš Bosančić | Diváci: 3.001 Rozhodčí: J. Jílek |  |
| Poznámky: Sestava: Petr - Král, Brabec, Pernica, Husár - Šoljić, Glaser (63. Pašek), Zavadil (84. Sus), Lutonský - Mezlík, Halaška (79. Přerovský) |                                        |       |                    |                                  |  |

| 11. kolo 20. října 2012 | FC Baník Ostrava    | 1 – 1 | FC Zbrojovka Brno  | Bazaly, Ostrava                   |  |
| 16.00 CET | Michal Frydrych 56' |       | 45' Milan Lutonský | Diváci: 10.126 Rozhodčí: M. Paták |  |
| Poznámky: Sestava: Petr - Pašek, Brabec, Pernica, Husár - Mezlík, Lutonský (84. Glaser), Zavadil, Šoljić - Škoda (89. Sus), Halaška (70. Jurdík) |                     |       |                    |                                   |  |

| 12. kolo 26. října 2012 | FK Mladá Boleslav | 1 – 0 | FC Zbrojovka Brno | Městský stadion, Mladá Boleslav    |  |
| 20.15 CET | Jan Štohanzl 14'  |       |                   | Diváci: 1.322 Rozhodčí: M. Nenadál |  |
| Poznámky: Sestava: Petr - Pašek, Brabec (83. Glaser), Pernica, Husár - Mezlík, Šoljić (65. Kaufman), Zavadil, Lutonský - Škoda, Halaška (57. Přerovský) |                   |       |                   |                                    |  |

| 13. kolo 4. listopadu 2012 | FC Zbrojovka Brno      | 1 – 3 | FK Dukla Praha                      | Srbská, Brno                        |  |
| 17.00 CET | Tomáš Berger 54' (vl.) |       | 9', 36' Tomáš Borek 88' Josef Marek | Diváci: 3.262 Rozhodčí: P. Královec |  |
| Poznámky: Sestava: Petr - Pašek (84. Přerovský), Pernica, Brabec, Kaufman - Husár (53. Sus), Zavadil, Mezlík, Lutonský - Jurdík (46. Glaser), Škoda |                        |       |                                     |                                     |  |

| 14. kolo 11. listopadu 2012 | AC Sparta Praha         | 2 – 0 | FC Zbrojovka Brno | Generali Arena, Praha               |  |
| 18.00 CET | Leonard Kweuke 50', 90' |       |                   | Diváci: 6.752 Rozhodčí: T. Kocourek |  |
| Poznámky: Sestava: Petr - P. Buchta, Kaufman, Pernica, Pašek - Mezlík, Glaser (58. Přerovský), Zavadil, Šoljić - Lutonský (81. Traoré), Škoda |                         |       |                   |                                     |  |

| 15. kolo 18. listopadu 2012 | FC Zbrojovka Brno | 1 – 0 | 1. FK Příbram | Srbská, Brno                       |  |
| 17.00 CET | Milan Lutonský 9' |       |               | Diváci: 3.270 Rozhodčí: R. Matějek |  |
| Poznámky: Sestava: Doležal - Pašek, Brabec, Pernica, Kaufman - Glaser (88. P. Buchta), Mezlík, Zavadil, Sus - Lutonský (86. Fall), Přerovský (69. Stehlík) |                   |       |               |                                    |  |

| 16. kolo 25. listopadu 2012 | FK Teplice                            | 2 – 0 | FC Zbrojovka Brno | Na Stínadlech, Teplice           |  |
| 13.30 CET | Ján Chovanec 60' Aidin Mahmutović 67' |       |                   | Diváci: 3.318 Rozhodčí: M. Paták |  |
| Poznámky: Sestava: Doležal - Pašek, Brabec, Pernica, Kaufman - Glaser (69. Jurdík), Fall, Zavadil, Lutonský (87. Hyčka) - Přerovský, Škoda (78. Stehlík) |                                       |       |                   |                                  |  |

#### Jarní část
| 17. kolo 25. února 2013 | FC Zbrojovka Brno | 1 – 3 | FC Viktoria Plzeň                           | Srbská, Brno                      |  |
| 18.00 CET ČT Sport | Petr Glaser 7'    |       | 30' František Rajtoral 75', 90' Marek Bakoš | Diváci: 6.225 Rozhodčí: P. Franěk |  |
| Poznámky: Sestava: Doležal - Hyčka, Brabec, Sus, Husár - Glaser (74. Kunc), Zavadil, Šoljić (86. Traoré), Lutonský (77. Přerovský) - Švancara, Škoda |                   |       |                                             |                                   |  |

| 18. kolo 3. března 2013 | FK Baumit Jablonec                | 2 – 0 | FC Zbrojovka Brno | Chance Arena, Jablonec nad Nisou  |  |
| 15.00 CET | Lukáš Zoubele 62' Tomáš Čížek 89' |       |                   | Diváci: 2.058 Rozhodčí: Ardeleánu |  |
| Poznámky: Sestava: Doležal - Hyčka, Brabec, Pernica, Husár - Zavadil, Sus, Glaser (66. Přerovský), Lutonský (13. Kunc) - Halaška (63. Traoré), Škoda |                                   |       |                   |                                   |  |

| 19. kolo 8. března 2013 | FC Zbrojovka Brno | 0 – 1 | SK Slavia Praha  | Srbská, Brno                  |  |
| 20.15 CET |                   |       | 61' Martin Juhar | Diváci: 4.102 Rozhodčí: Jílek |  |
| Poznámky: Sestava: Doležal - Husár, Pernica, Brabec, Hyčka (84. Traoré) - Pašek (56. P. Buchta), Šoljič, Zavadil, Mezlík - Švancara (61. Přerovský), Škoda |                   |       |                  |                               |  |

| 20. kolo 15. března 2013 | SK České Budějovice | 1 – 1 | FC Zbrojovka Brno | Střelecký ostrov, České Budějovice |  |
| 18.00 CET | Hrajr Mkojan 32'    |       | 49' Pavel Mezlík  | Diváci: 2.290 Rozhodčí: Proske     |  |
| Poznámky: Sestava: Petr - Hyčka, Brabec, Pernica, Husár - Mezlík, Zavadil, Šoljič, Pašek - Škoda (90. Sus), Švancara (76. Kroupa) |                     |       |                   |                                    |  |

| 21. kolo 31. března 2013 | FC Zbrojovka Brno       | 1 – 3 | FC Hradec Králové                                     | Srbská, Brno                   |  |
| 15.00 CET | Pavel Zavadil 62' (pen) |       | 9' Jan Šisler 55' Radek Hochmeister 90' Dušan Uškovič | Diváci: 1.826 Rozhodčí: Hrubeš |  |
| Poznámky: Sestava: Petr - Hyčka (65. Markovič), Pernica, Sus, Pašek - Mezlík, Zavadil, Šoljič (30. Traoré), Lutonský (56. Husár) - Švancara, Škoda |                         |       |                                                       |                                |  |

| 22. kolo 8. dubna 2013 | FC Vysočina Jihlava                  | 2 – 0 | FC Zbrojovka Brno | Stadion v Jiráskově ulici, Jihlava |  |
| 18.00 CET ČT Sport | Ondřej Šourek 28' Arnold Šimonek 56' |       |                   | Diváci: 2.750 Rozhodčí: Paták      |  |
| Poznámky: Sestava: Doležal - Pernica, Brabec, Sus (59. Škoda), Pašek (43. Traoré) - Mezlík, Zavadil, Husár, Lutonský - Švancara (65. Kroupa), Markovič |                                      |       |                   |                                    |  |

| 23. kolo 12. dubna 2013 | FC Zbrojovka Brno                  | 2 – 0 | SK Sigma Olomouc | Srbská, Brno                      |  |
| 20.15 CET Fanda TV | Pavel Mezlík 77' Petr Švancara 86' |       |                  | Diváci: 3.521 Rozhodčí: Ardeleánu |  |
| Poznámky: Sestava: Doležal - Buchta, Brabec, Pernica, Husár - Mezlík, Zavadil, Frejlach (63. Sus), Lutonský (88. Škoda) - Kroupa (86. Švancara), Markovič |                                    |       |                  |                                   |  |

| 24. kolo 20. dubna 2013 | FC Slovan Liberec        | 2 – 0 | FC Zbrojovka Brno | Stadion u Nisy, Liberec         |  |
| 16.00 CET | Michael Rabušic 26', 82' |       |                   | Diváci: 3.653 Rozhodčí: Matějek |  |
| Poznámky: Sestava: Doležal - Buchta, Brabec (53. Sus), Pernica, Husár - Mezlík (66. Švancara), Frejlach (80. Přerovský), Zavadil, Lutonský - Kroupa, Markovič |                          |       |                   |                                 |  |

| 25. kolo 29. dubna 2013 | FC Zbrojovka Brno                  | 2 – 1 | FC Baník Ostrava       | Srbská, Brno                    |  |
| 18.00 CET ČT Sport | Pavel Zavadil 82' Michal Škoda 87' |       | 37' Vlastimil Stožický | Diváci: 5.293 Rozhodčí: Matějek |  |
| Poznámky: Sestava: Doležal - Buchta, Sus, Pernica, Hyčka - Přerovský (46. Traoré), Frejlach, Zavadil, Lutonský (75. Škoda) - Kroupa, Markovič (46. Švancara) |                                    |       |                        |                                 |  |

| 26. kolo 4. května 2013 | FC Zbrojovka Brno | v | FK Mladá Boleslav | Srbská, Brno |  |  |
|                         |                   |   |                   |              |  |  |
|                         |                   |   |                   |              |  |  |

| 27. kolo 11. května 2013 | FK Dukla Praha | v | FC Zbrojovka Brno | Na Julisce, Praha |  |  |
|                          |                |   |                   |                   |  |  |
|                          |                |   |                   |                   |  |  |

| 28. kolo 22. května 2013 | FC Zbrojovka Brno | 3 – 2 | AC Sparta Praha | Srbská, Brno |  |  |
|                          |                   |       |                 |              |  |  |
|                          |                   |       |                 |              |  |  |

| 29. kolo 26. května 2013 | 1. FK Příbram | 2 – 0 | FC Zbrojovka Brno | Na Litavce, Příbram |  |  |
|                          |               |       |                   |                     |  |  |
|                          |               |       |                   |                     |  |  |

| 30. kolo 1. června 2013 | FC Zbrojovka Brno | v | 1. FC Slovácko | Srbská, Brno |  |  |
|                         |                   |   |                |              |  |  |
|                         |                   |   |                |              |  |  |

### Pohár České pošty
Hlavní článek: Pohár České pošty 2012/13
Jednozápasová kola
| kolo 1/32 5. září 2012                           | FC Slovan Rosice               | 2 – 1 | FC Zbrojovka Brno | Rosice                           |  |
| 17.00 CET                                        | Petr Malata 15' Jan Pšikal 88' |       | 30' Milan Halaška | Diváci: 1.150 Rozhodčí: Machálek |  |
| Poznámky: Zbrojovka vypadla z Poháru České pošty |                                |       |                   |                                  |  |